# Huset Durrani

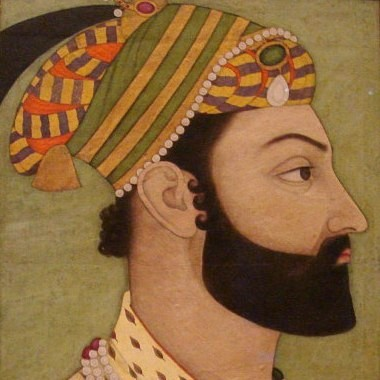
Ahmad Shah Durrani

Durrani (persiska: درانی) var den afghanska dynasti som regerade Afghanistan 1747-1842. Den grundades av abdali-hövdingen Ahmad Shah Durrani. Den efterträddes  av Barakzaidynastin (1842-1973).  

## Regentlista
- Ahmad Shah Durrani (1747–1772)
- Timur Shah Durrani (1772–1793)
- Zaman Shah Durrani (1793–1801)
- Mahmud Shah Durrani (1801–1803)
- Shuja Shah Durrani (1803–1809)
- Mahmud Shah Durrani (1809–1818, andra perioden)
- Ali Shah Durrani (1818–1819)
- Ayub Shah Durrani (1819–1823)
- Shuja Shah Durrani (1839–1842, andra perioden)